# Batanariusz
Bathanarius (zm. 408) – urzędnik cesarstwa zachodniorzymskiego, comes Africae oraz szwagier Stylichona.
Poświadczony w dokumencie z 13 czerwca 401 jako komes Afryki, swoją pozycję zawdzięczał zapewne małżeństwu z siostrą Stylichona. Jednak gdy w 408 Stylichon został zamordowany, rozpoczęły się także czystki wśród jego stronników. Batanariusz został zgładzony, natomiast urząd komesa Afryki przejął po nim Heraklianus, morderca Stylichona. 